# Averest
 (mars 2024).
 (mars 2024).
Averest est un langage de programmation synchrone conçu [Quand ?] par un groupe de l'université technique de Kaiserslautern qui permet de spécifier, vérifier et implémenter des  systèmes dit réactifs.
Averest contient aussi des outils qui permettent la vérification automatique de systèmes dynamiques et un compilateur.